# Rússia al Festival de la Cançó d'Eurovisió
Rússia va fer el seu debut al Festival de la Cançó d'Eurovisió en 1994. Hi ha participat en un total de 24 ocasions i va guanyar en 2008, amb Dima Bilan i el seu tema «Believe». Com a conseqüència, va organitzar el Festival d'Eurovisió de 2009.
A més, Rússia ha quedat en segon lloc en quatre ocasions (2000, 2006, 2012 i 2015), en tercera posició en quatre ocasions (2003, 2007, 2016 i 2019), i va obtenir un cinquè lloc en 2013.
Rússia ha portat al festival a alguns dels seus artistes més cèlebres, entre ells Al·la Pugatxova, Alsou, Serebró, t.A.T.u., Mumiy Troll, Dima Bilan o Serguéi Làzarev.
En 2017 Yuliya Samoylova va ser triada com la representant de Rússia en el Festival de la Cançó d'Eurovisió 2017 amb la seva cançó "Flame Is Burning", encara que la seva actuació al país ucraïnès no estava garantida. El govern d'Ucraïna li va imposar un veto de tres anys per haver actuat a Crimea després de la seva annexió a Rússia. Finalment, Rússia no va poder participar en l'edició de 2017 d'Eurovisió i no es va emetre el concurs al país.
En un total de 13 vegades, ha estat aquest país dins del TOP-10 en una gran final (incloent 10 vegades en el TOP-5). En 2018, per primera vegada des de la introducció de les semifinals, Rússia no va passar a la final.

## Història al festival
Rússia va fer el seu debut en 1994, després d'haver-se convertit en membre de la Unió Europea de Radiodifusió (UER). En aquesta edició va obtenir el novè lloc.
A partir de llavors, solament se n'ha absentat tres vegades. La primera vegada va ser en 1996, quan la cançó russa va ser rebutjada en una ronda classificatòria prèvia no televisada. Dos anys més tard, Rússia va ser relegada pel resultat obtingut en 1997 per Al·la Pugatxova. Finalment en 1999, Rússia es va absentar de forma voluntària.
En el 2015 Polina Gagarina, la representant de Rússia aquell any, va obtenir el segon lloc en la gran final amb la seva cançó "A Million Voices" finalitzant amb 303 punts. Aquesta va ser la primera cançó no guanyadora a superar els 300 punts, la cançó no guanyadora amb major quantitat de punts fins al moment i la cançó russa amb major puntuació fins 2015.
Rússia, juntament amb l'Azerbaidjan, Ucraïna i Romania, és un dels quatre països que sempre es classifica per a la final des de la introducció de les semifinals. No obstant això, l'Azerbaidjan va debutar en 2008, i Ucraïna i Romania s'han absentat del festival un any (el 2015 i 2016, respectivament)
Últimament, les participacions russes s'han vist apanyades pels esbroncs per part del públic durant les votacions, això a causa de la política en contra dels homosexuals mantinguda per Vladímir Putin, primer ministre del país, la seva participació en els conflictes en l'est d'Ucraïna i per l'annexió russa de Crimea.

## Participacions
Llegenda
| Any                                   | Seu         | Artista               | Cançó                      | Final                | Punts                | Semifinal                 | Punts                     |
| ------------------------------------- | ----------- | --------------------- | -------------------------- | -------------------- | -------------------- | ------------------------- | ------------------------- |
| 1994                                  | Dublín      | Youddiph              | «Vechniy Stranik»          | 9                    | 70                   | No va haver-hi semifinals | No va haver-hi semifinals |
| 1995                                  | Dublín      | Filipp Kirkórov       | «Kolybelnaya dlya vulkana» | 17                   | 17                   | No va haver-hi semifinals | No va haver-hi semifinals |
| 1996                                  | Oslo        | Andrej Kosinskij      | «Ja eto ja»                | No es va classificar | No es va classificar | 26                        | 14                        |
| 1997                                  | Dublín      | Al·la Pugatxova       | «Primadonna»               | 15                   | 33                   | No va haver-hi semifinals | No va haver-hi semifinals |
| 1998                                  | Birmingham  | Tatiana Ovsienko      | «Solntse moyo»             | Retirat              | Retirat              | Retirat                   | Retirat                   |
| No hi va participar en 1999           |             |                       |                            |                      |                      |                           |                           |
| 2000                                  | Estocolm    | Alsou                 | «Solo»                     | 2                    | 155                  | No va haver-hi semifinals | No va haver-hi semifinals |
| 2001                                  | Copenhaguen | Mumiy Troll           | «Lady Alpine Blue»         | 12                   | 37                   | No va haver-hi semifinals | No va haver-hi semifinals |
| 2002                                  | Tallinn     | Prime Minister        | «Northern girl»            | 10                   | 55                   | No va haver-hi semifinals | No va haver-hi semifinals |
| 2003                                  | Riga        | T.A.T.u.              | «Ne ver', ne boysia»       | 3                    | 164                  | No va haver-hi semifinals | No va haver-hi semifinals |
| 2004                                  | Istanbul    | Yulia Sávicheva       | «Believe me»               | 11                   | 67                   | Top 11 de l'any anterior  | Top 11 de l'any anterior  |
| 2005                                  | Kíev        | Natàlia Podólskaya    | «Nobody hurt no one»       | 15                   | 57                   | Top 12 de l'any anterior  | Top 12 de l'any anterior  |
| 2006                                  | Atenes      | Dima Bilan            | «Never let you go»         | 2                    | 248                  | 03                        | 217                       |
| 2007                                  | Hèlsinki    | Serebró               | «Song No. 1»               | 3                    | 207                  | Top 10 de l'any anterior  | Top 10 de l'any anterior  |
| 2008                                  | Belgrad     | Dima Bilan            | «Believe»                  | 1                    | 272                  | 3                         | 135                       |
| 2009                                  | Moscou      | Anastasía Prijodko    | «Mamo»                     | 11                   | 91                   | País amfitrió             | País amfitrió             |
| 2010                                  | Oslo        | Peter Nalitch         | «Lost and forgotten»       | 11                   | 90                   | 7                         | 74                        |
| 2011                                  | Düsseldorf  | Alekséi Vorobiov      | «Get you»                  | 16                   | 77                   | 9                         | 64                        |
| 2012                                  | Bakú        | Buránovskiye Bábushki | «Party for everybody»      | 2                    | 259                  | 1                         | 152                       |
| 2013                                  | Malmö       | Dina Garípova         | «What if»                  | 5                    | 174                  | 2                         | 156                       |
| 2014                                  | Copenhaguen | Tolmachevy Sisters    | «Shine»                    | 7                    | 89                   | 6                         | 63                        |
| 2015                                  | Viena       | Polina Gagarina       | «A Million Voices»         | 2                    | 303                  | 1                         | 182                       |
| 2016                                  | Estocolm    | Serguéi Làzarev       | «You Are The Only One»     | 3                    | 491                  | 1                         | 342                       |
| 2017                                  | Kíev        | Júlia Samóilova       | «Flame Is Burning»         | Retirat              | Retirat              | Retirat                   | Retirat                   |
| 2018                                  | Lisboa      | Júlia Samóilova       | «I Won't Break»            | No es va classificar | No es va classificar | 15                        | 65                        |
| 2019                                  | Tel-Aviv    | Serguéi Làzarev       | «Scream»                   | 3                    | 370                  | 6                         | 217                       |
| 2020                                  | Rotterdam   | Little Big            | «Uno»                      | Festival cancel·lat  | Festival cancel·lat  | Festival cancel·lat       | Festival cancel·lat       |
| 2021                                  | Rotterdam   | Manija                | «Russian Woman»            | 9                    | 204                  | 3                         | 225                       |
| No hi va participar entre 2022 i 2025 |             |                       |                            |                      |                      |                           |                           |

## Festivals organitzats a Rússia
| Edició                                | Ciutat seu | Localització     | Presentandors                                                              |
| ------------------------------------- | ---------- | ---------------- | -------------------------------------------------------------------------- |
| Festival de la Cançó d'Eurovisió 2009 | Moscou     | Estadi Olimpiski | Semifinals: Natalia Vodiánova i Andrey Malahov; Final: Alsou i Ivan Úrgant |

## Votació de Rússia
Fins a 2019, la votació de Rússia ha estat:
| Més punts atorgats només en la gran final | Més punts atorgats només en la gran final | Més punts atorgats només en la gran final |
| Pos.                                      | País                                      | Punts                                     |
| ----------------------------------------- | ----------------------------------------- | ----------------------------------------- |
| 1                                         | Azerbaidjan                               | 112                                       |
| 2                                         | Ucraïna                                   | 101                                       |
| 3                                         | Armènia                                   | 91                                        |
| 4                                         | Noruega                                   | 70                                        |
| 5                                         | Grècia                                    | 69                                        |

| Més punts atorgats en semifinals i final | Més punts atorgats en semifinals i final | Més punts atorgats en semifinals i final |
| Pos.                                     | País                                     | Punts                                    |
| ---------------------------------------- | ---------------------------------------- | ---------------------------------------- |
| 1                                        | Armènia                                  | 187                                      |
| 1                                        | Azerbaidjan                              | 187                                      |
| 3                                        | Moldàvia                                 | 170                                      |
| 4                                        | Ucraïna                                  | 148                                      |
| 5                                        | Noruega                                  | 113                                      |

| Més punts rebuts només en la final | Més punts rebuts només en la final | Més punts rebuts només en la final |
| Pos.                               | País                               | Punts                              |
| ---------------------------------- | ---------------------------------- | ---------------------------------- |
| 1                                  | Estònia                            | 181                                |
| 2                                  | Belarús                            | 166                                |
| 3                                  | Letònia                            | 164                                |
| 4                                  | Israel                             | 134                                |
| 5                                  | Armènia                            | 126                                |
| 5                                  | Moldàvia                           | 126                                |

| Més punts rebuts en semifinals i final | Més punts rebuts en semifinals i final | Més punts rebuts en semifinals i final |
| Pos.                                   | País                                   | Punts                                  |
| -------------------------------------- | -------------------------------------- | -------------------------------------- |
| 1                                      | Estònia                                | 245                                    |
| 1                                      | Moldàvia                               | 245                                    |
| 3                                      | Letònia                                | 229                                    |
| 4                                      | Armènia                                | 217                                    |
| 5                                      | Belarús                                | 212                                    |

## 12 punts
- Rússia ha donat els 12 punts a:

### Final (1994 - 2003)
| Any                                         | País       |
| ------------------------------------------- | ---------- |
| 1994                                        | Irlanda    |
| 1995                                        | Noruega    |
| No es va classificar per a la final de 1996 |            |
| 1997                                        | Regne Unit |
| No hi va participar entre 1998 i 1999       |            |
| 2000                                        | Dinamarca  |
| 2001                                        | França     |
| 2002                                        | Romania    |
| 2003                                        | Romania    |

| Any                                     | País                                    | Any  | País      |
| --------------------------------------- | --------------------------------------- | ---- | --------- |
| No va retransmetre la semifinal de 2004 | No va retransmetre la semifinal de 2004 | 2010 | Belarús   |
| 2005                                    | Moldàvia                                | 2011 | Finlàndia |
| 2006                                    | Armènia                                 | 2012 | Moldàvia  |
| 2007                                    | Belarús                                 | 2013 | Moldàvia  |
| 2008                                    | Armènia                                 | 2014 | Armènia   |
| 2009                                    | Azerbaidjan                             | 2015 | Armènia   |

| Any                         | Jurado   | Televot     |
| --------------------------- | -------- | ----------- |
| 2016                        | Armènia  | Armènia     |
| No hi va participar en 2017 |          |             |
| 2018                        | Moldàvia | Moldàvia    |
| 2019                        | Romania  | Azerbaidjan |
| 2021                        | Malta    | Ucraïna     |

| Any  | País    | Any  | País        |
| ---- | ------- | ---- | ----------- |
| 2004 | Ucraïna | 2010 | Armènia     |
| 2005 | Malta   | 2011 | Azerbaidjan |
| 2006 | Armènia | 2012 | Suècia      |
| 2007 | Belarús | 2013 | Azerbaidjan |
| 2008 | Armènia | 2014 | Belarús     |
| 2009 | Noruega | 2015 | Itàlia      |

| Any                      | Jurat       | Televot     |
| ------------------------ | ----------- | ----------- |
| 2016                     | Armènia     | Armènia     |
| No va participar en 2017 |             |             |
| 2018                     | Moldàvia    | Moldàvia    |
| 2019                     | Azerbaidjan | Azerbaidjan |
| 2021                     | Moldàvia    | Xipre       |

## Galeria d'imatges

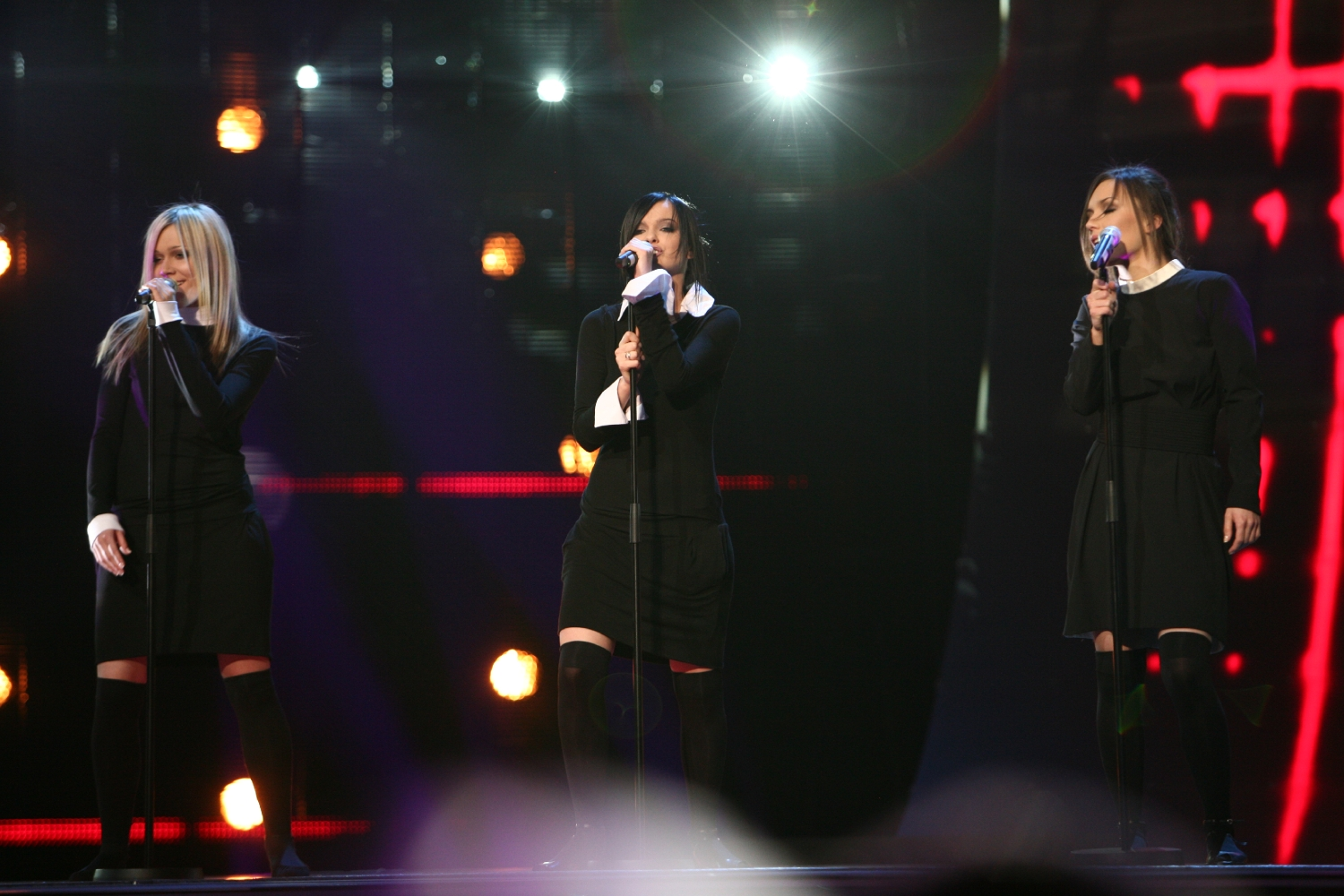
Serebró a Hèlsinki 2007
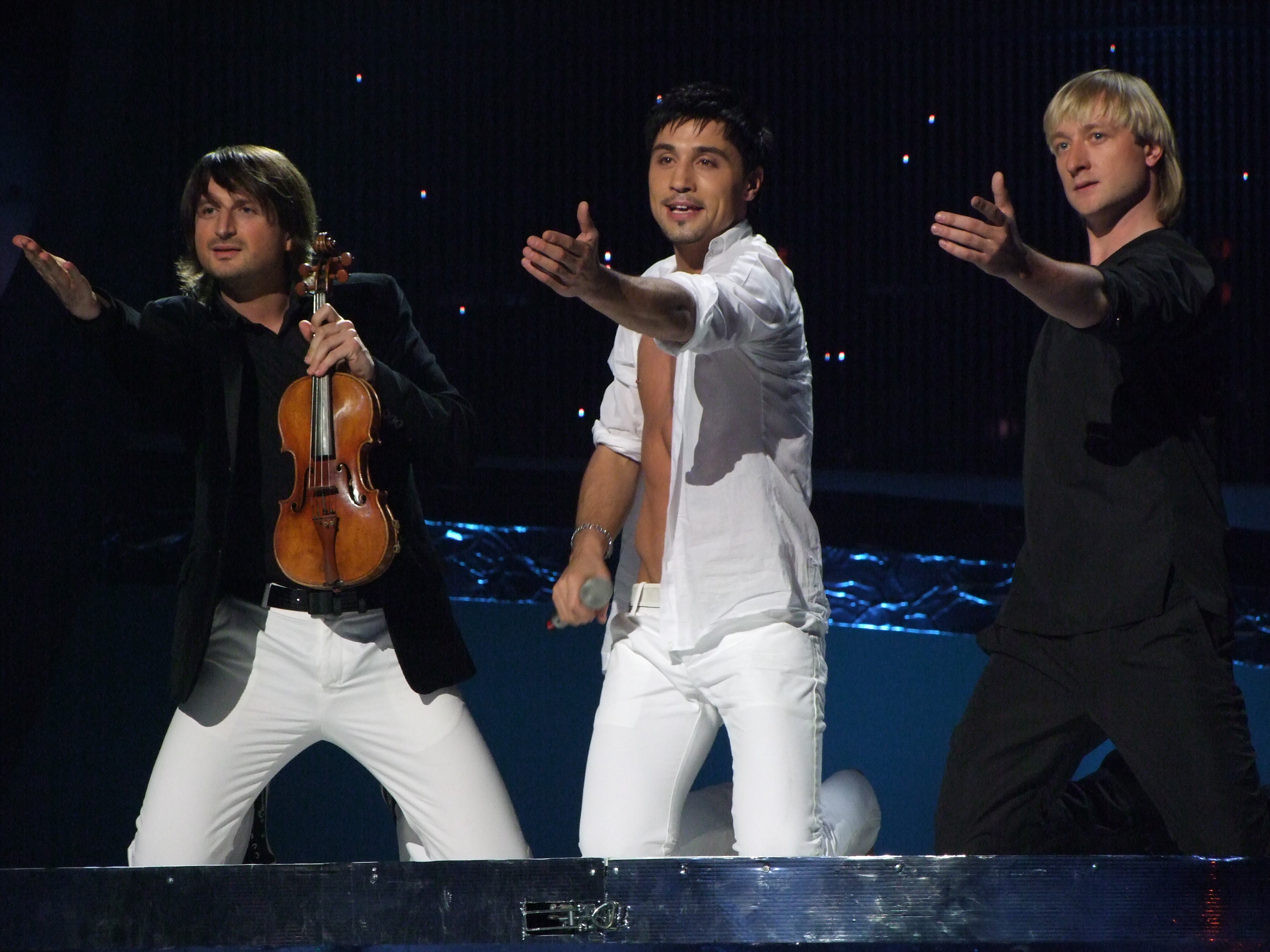
Dima Bilan, guanyador del Festival de Eurovisión 2008
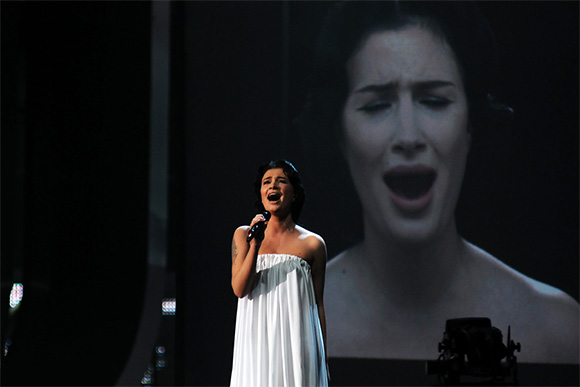
Anastasia Prijodko a Moscou (2009)
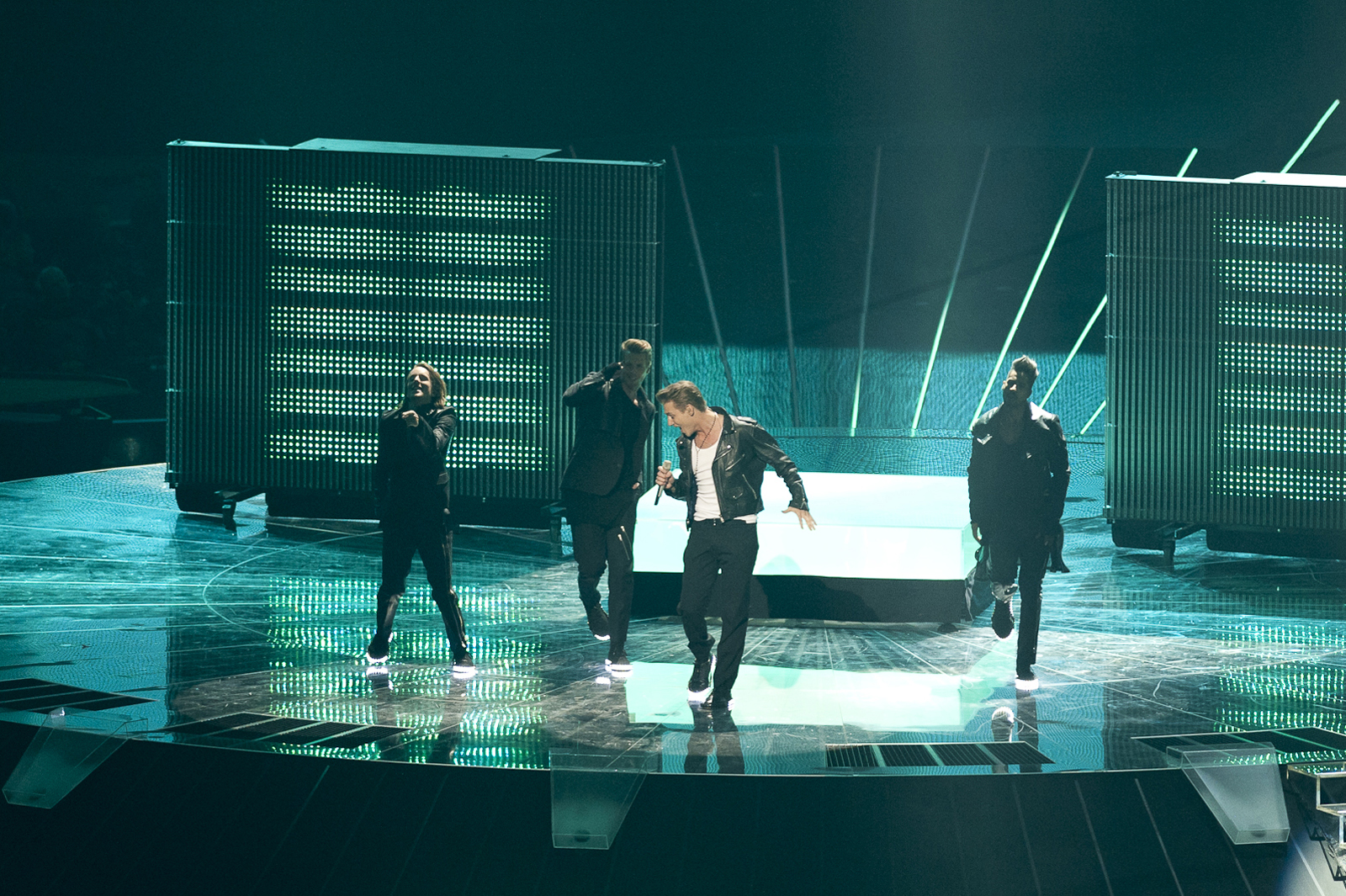
Alekséi Vorobiov a Düsseldorf (2011)
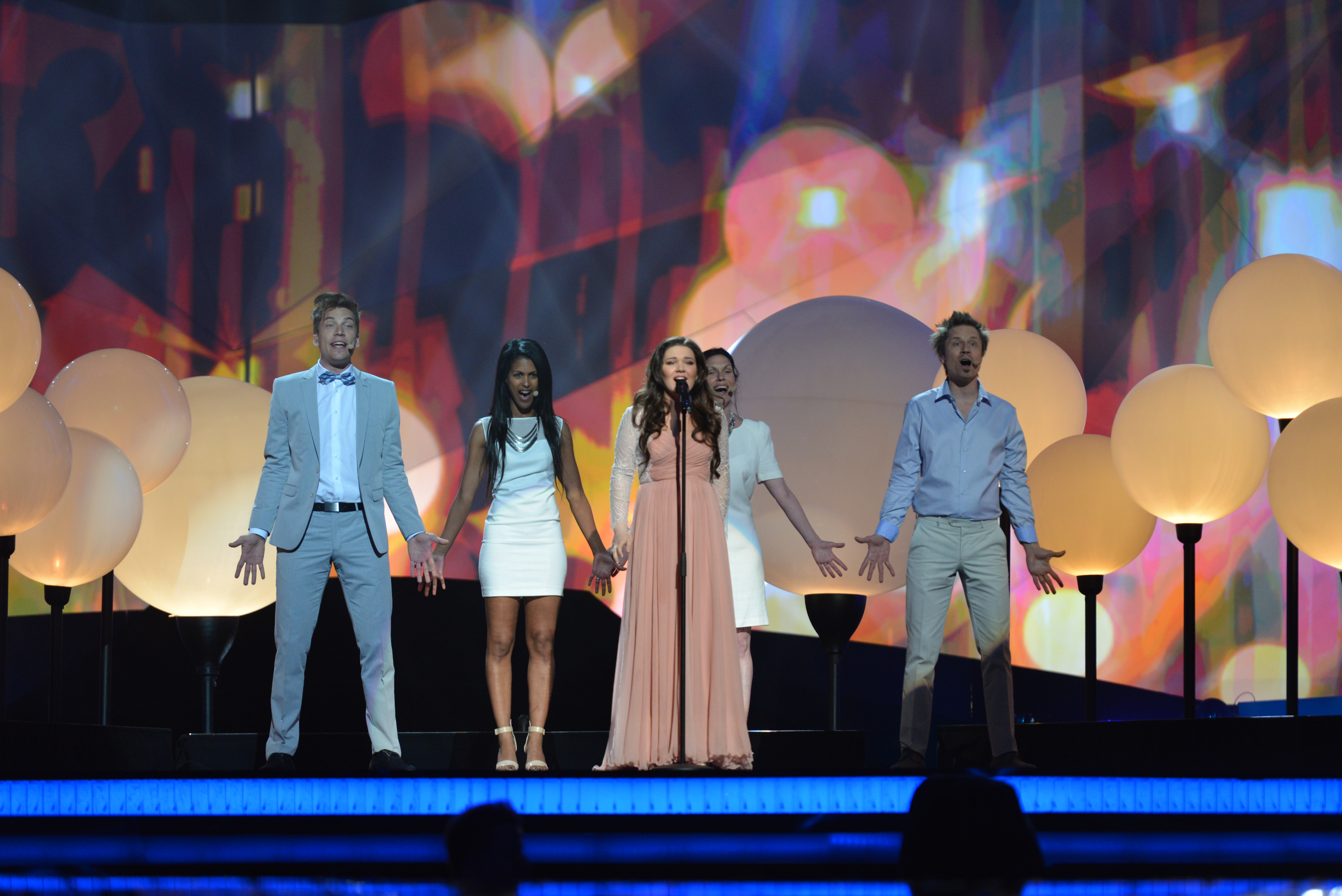
Dina Garípova a Malmö (2013)
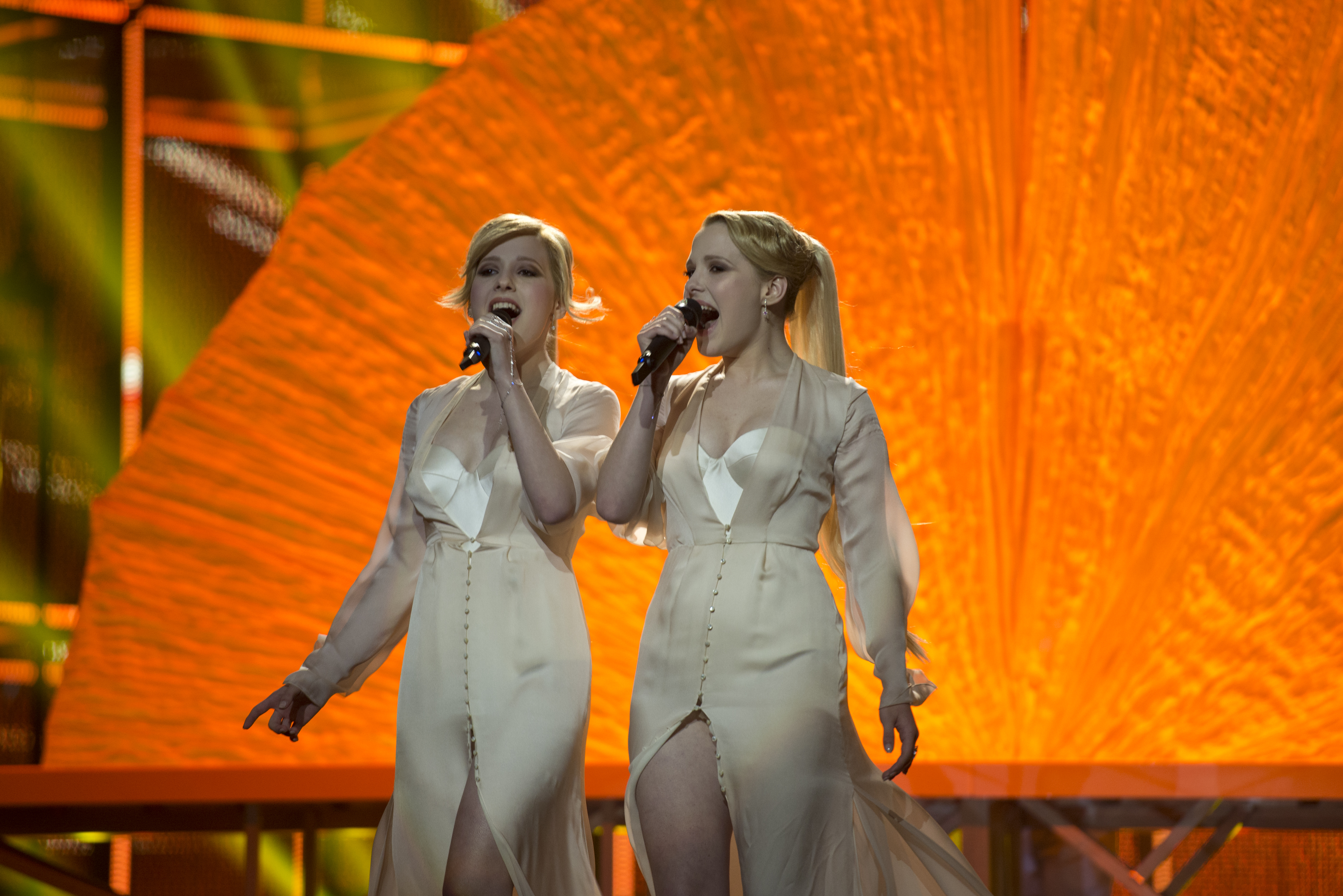
Les Tolmachovy Sisters a Copenhaguen (2014)
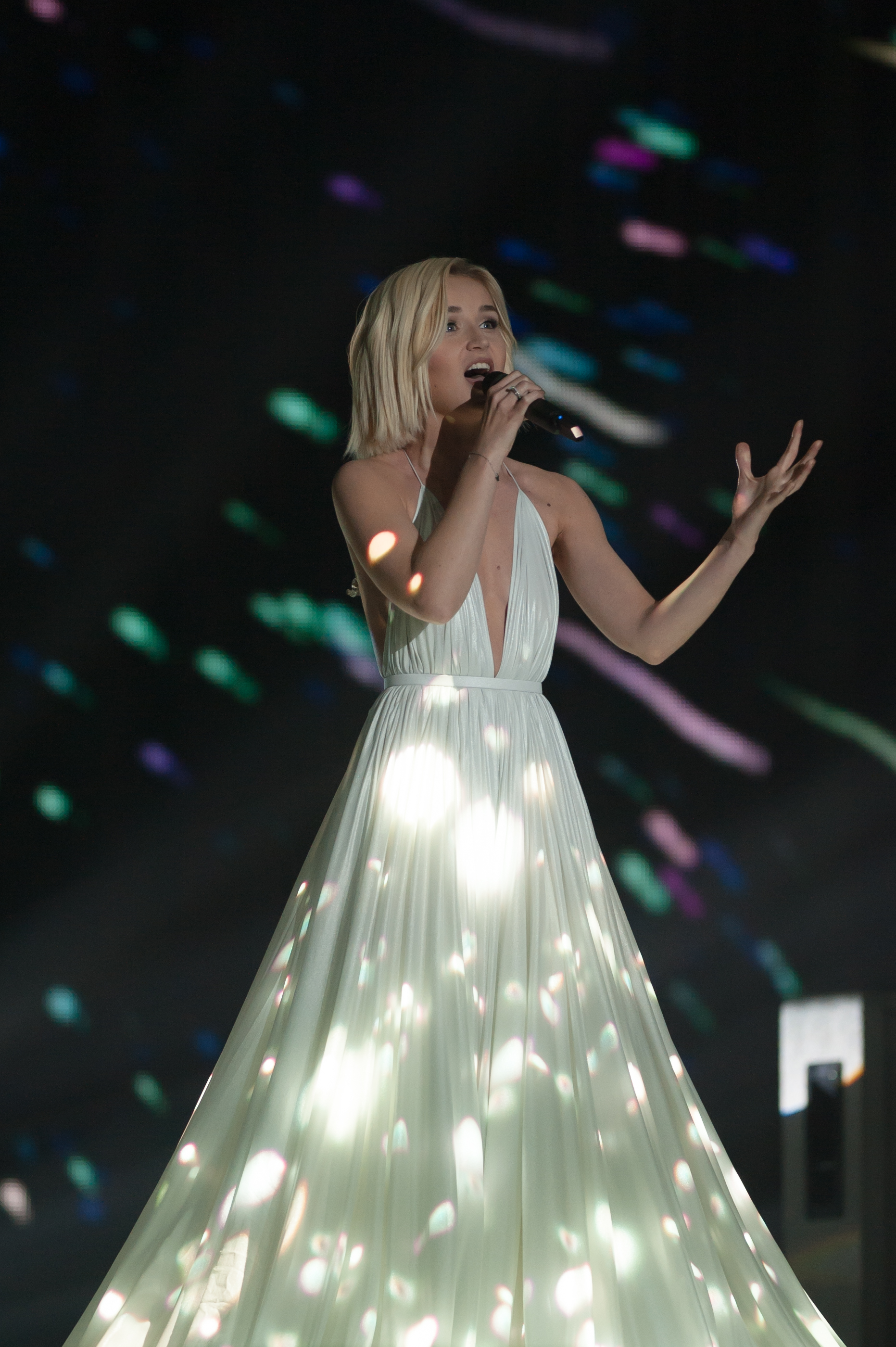
Polina Gagárina a Viena (2015)
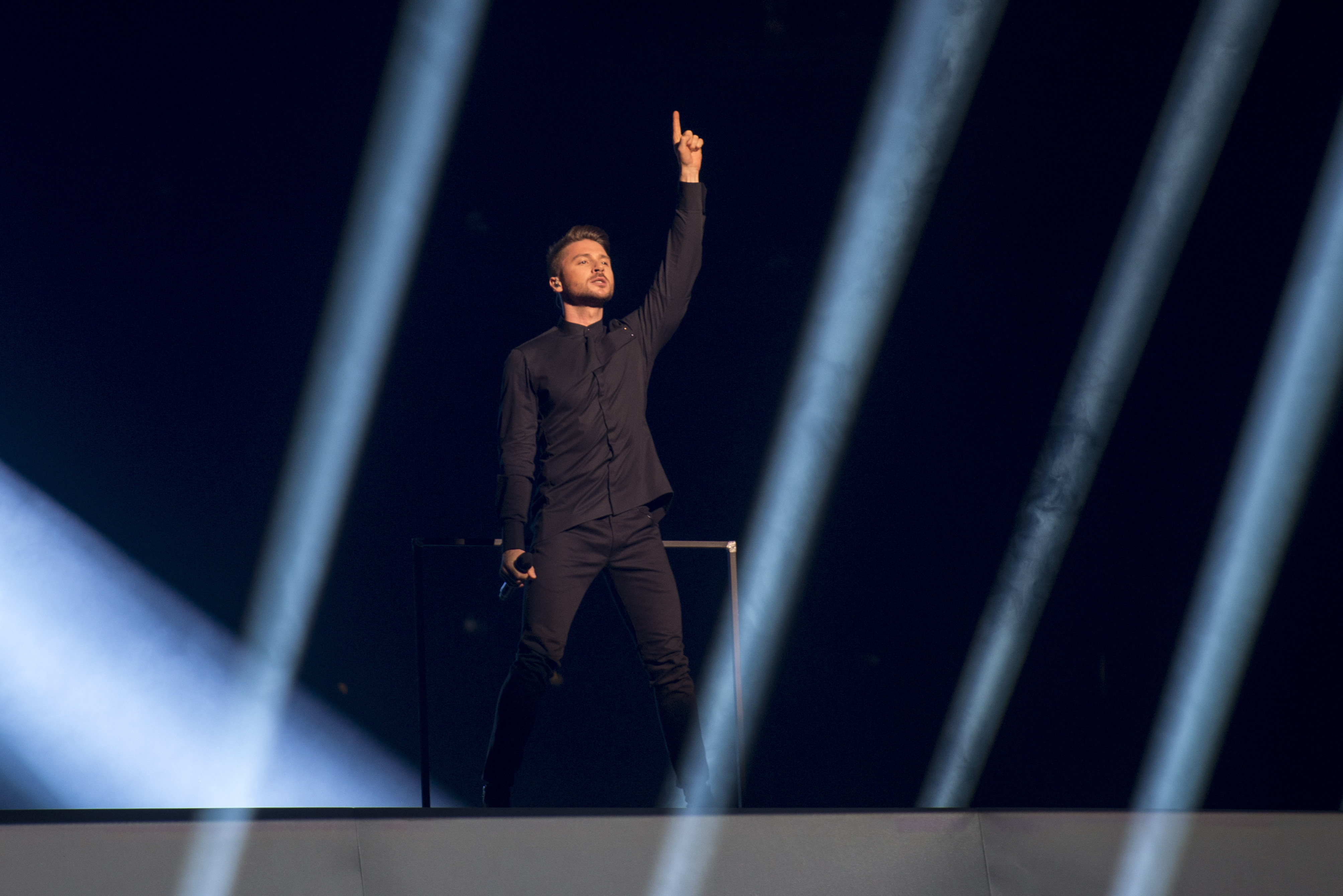
Serguéi Làzarev a Estocolm (2016)
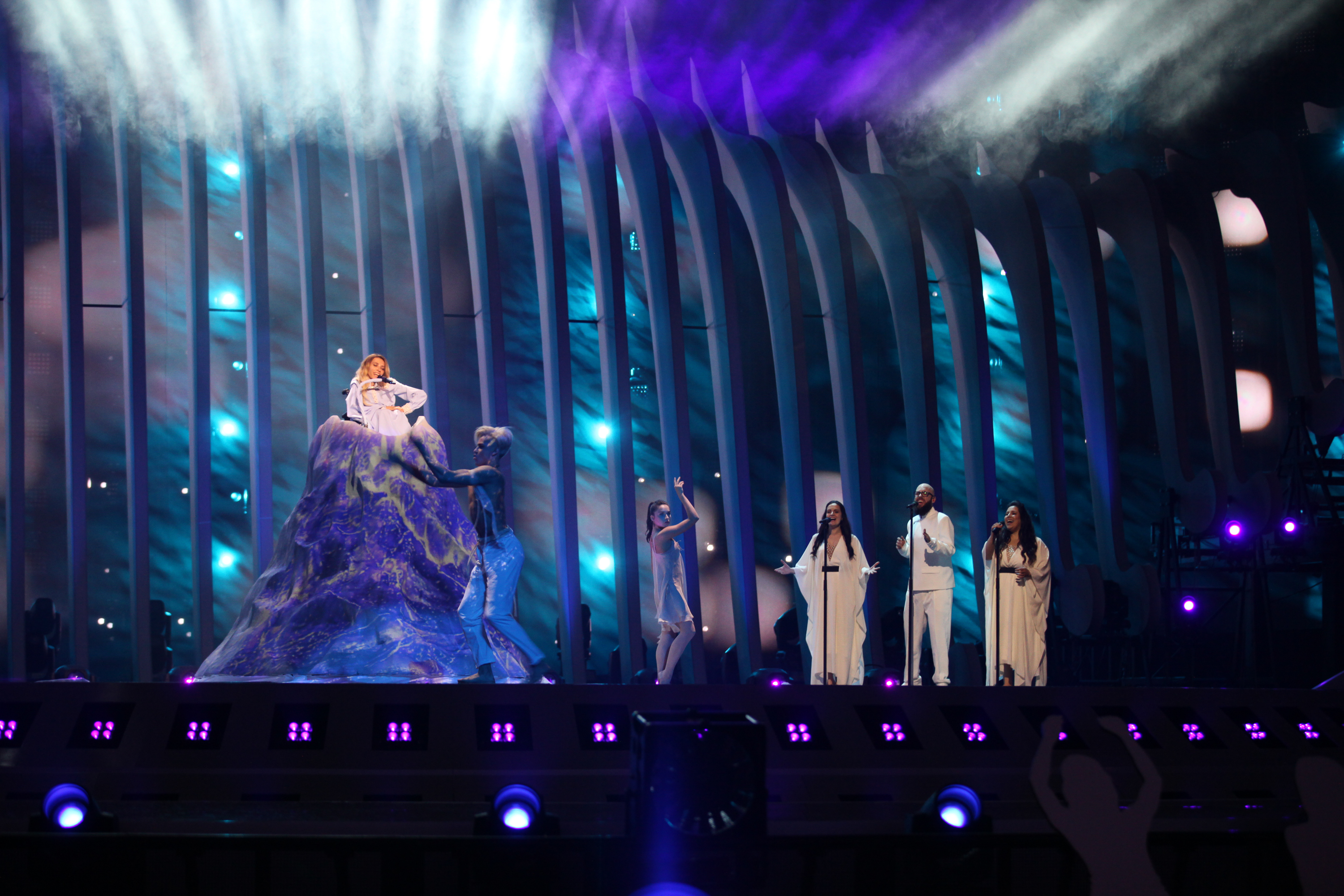
Yulia Samoylova a Lisboa (2018)
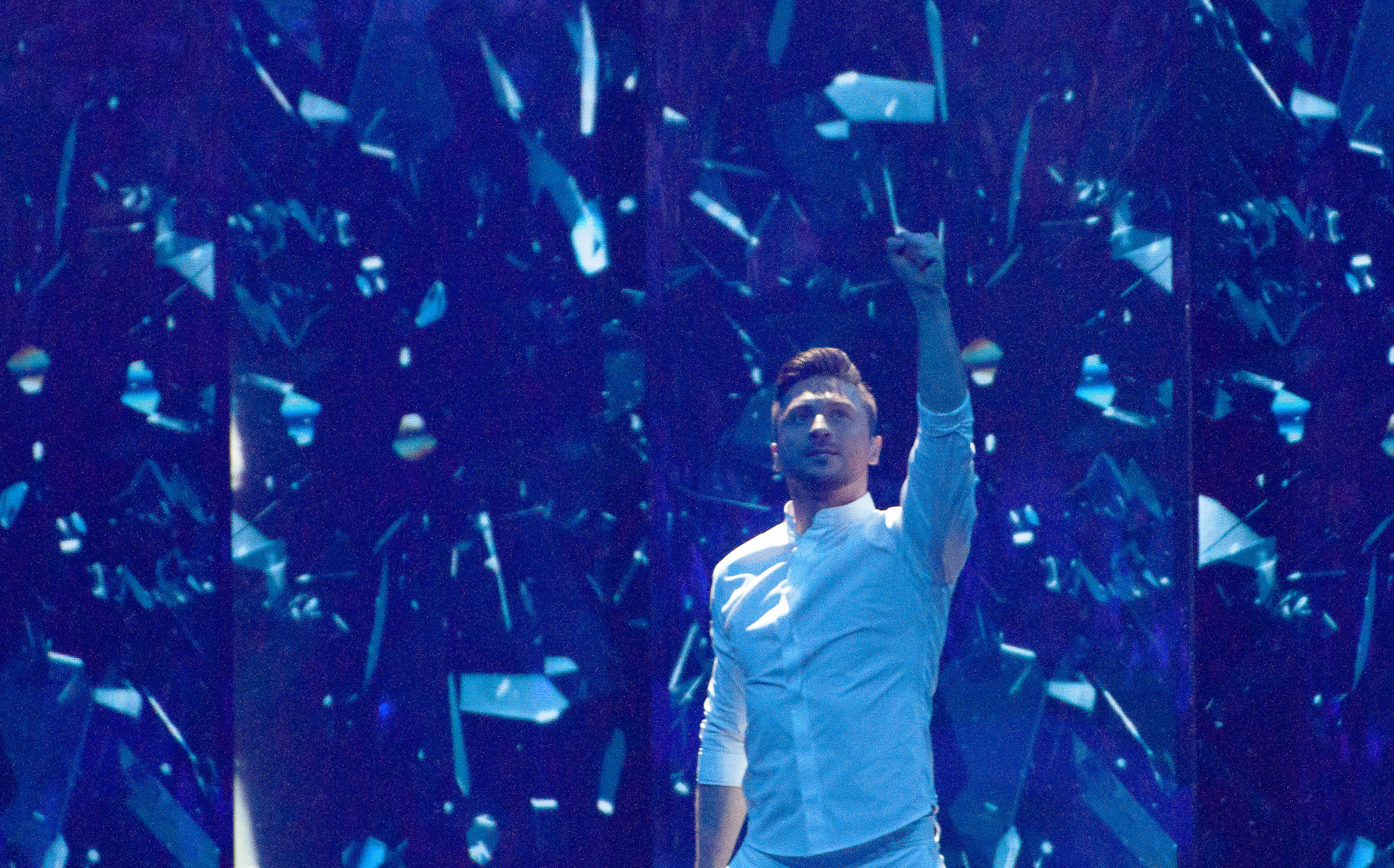
Serguéi Làzarev a Tel-Aviv (2019)